# 塞西尔·汉金斯
塞西尔·O·汉金斯（英語：Cecil O. Hankins，1922年1月6日—2002年6月3日），美国NBA联盟前职业篮球运动员。